# WSYX
WSYX（チャンネル6）は、アメリカ・オハイオ州コロンバスにあるテレビ局で、ABC、マイネットワークTV、FOXと提携している。シンクレア・ブロードキャスト・グループが所有しており、別のローカルマーケティング契約（LMAs）に基づいて、TBD放送局のWTTE（チャンネル28、カニンガム・ブロードキャスティングが所有）とチリコシーが認可したCW提携局のWWHO（チャンネル53、マンハン・メディア（Manhan Media）が所有）に特定のサービスを提供している。しかし、カニンガムの株式の大部分は故人のグループ創設者であるジュリアン・スミス（Julian Smith）の家族が所有しているため、シンクレアは事実上WTTEを所有している。WSYXはグランドビューハイツのダブリン・ロードにある（コロンバスの郵送先住所で）スタジオを共有し、送信所はコロンバスのフランクリントンセクションにある。

## 歴史
1949年9月29日に、コロンバスで2番目のテレビ局である「WTVN」として運用を開始した。開局当初、WTVNは、トレドを拠点とする弁護士であり投資家でもあるエドワード・ラムが管理する会社、ピクチャー・ウェーブス株式会社（Picture Waves Inc.）によって所有されており、ラムはまた、ペンシルベニア州エリーでWICU-TVを所有しており、6ヶ月前に放送された。WTVNは、当初からデュモン・テレビジョン・ネットワークの提携局であり、同ネットワークの3つの主要な提携局のうちの1つだった他、ABCとの二次的な提携も行っていた。チャンネル6は、デュモンが事業を閉鎖した後、1955年にフルタイムのABC提携局になった。1950年代後半には、NTAフィルム・ネットワークとも一時的に提携していた。1952年にフランクリントンのハーモン・アベニュー（Harmon Avenue）にある新しい施設に移転するまで、コロンバスのダウンタウンにあるリンカーン＝ルヴェック・タワー内に最初に収容されていた。コロンバスとグランドビューハイツの境界近くのダブリン・ロードにあるチャンネル6の現在の本拠地は、1977年から運営されている。
1953年3月、ピクチャー・ウェーブスはWTVNをラジオ・シンシナティ株式会社（Radio Cincinnati, Inc.、シンシナティのタフト家の放送所有会社）に売却した。翌年、ラジオ・シンシナティはコロンバスのWHKCラジオ（610 AM）を「クリーブランド・プレイン・ディーラー」の出版社から購入し、放送局名を「WTVN (AM)」に変更し、続いてチャンネル6のコールサインに「-TV」という接尾辞を追加した。ラジオ・シンシナティは後にタフト・ブロードキャスティング・カンパニーとなり、タフトは1960年4月にコロンバスで2番目のラジオ局WTVN-FM（96.3 FM、現：WLVQ）を開局した。
1970年代初頭、シンシナティにあるWTVN-TVとWKRC-TV（チャンネル12）のタフトの共同所有権は、連邦通信委員会（FCC）が新たに制定した「1対1市場」規則からの「グランドファーザー条項」の下で保護された。条例は、信号が重複するテレビ局が、既存のインスタンスを保護しながら共通の所有権を共有することを禁止した。WKRC-TVの信号は、コロンバス市場の南部の大部分に少なくとも二次的な報道を提供した。WTVN-TVの競争相手の1つであるクロースリー/Avco所有のWLWC （チャンネル4、現：WCMH-TV）は、デイトンとシンシナティの姉妹局と同様の状況で、グランドファーザー条項による保護を受けた。
1987年、シンシナティの投資家（そして将来のシンシナティ・レッズのオーナー）であるカール・リンドナーは敵対的買収でタフトの株式の過半数を取得し、彼のグレート・アメリカン保険会社（Great American Insurance Company）の子会社であるグレート・アメリカン・ブロードキャスティング（Great American Broadcasting）に社名を変更した。買収が構造化された方法により、FCCはそれを所有権の変更と見なすようになった。その結果、WTVN-TVは従来の保護を失い、グレート・アメリカンによって維持できなくなった。テキサス州の億万長者ロバート・バス（敵対的買収にも参加した）が率いるタフト・ブロードキャスティングの元株主のグループは、アンカー・メディア（Anchor Media）と呼ばれる新しい会社のためにWTVN-TVを購入した。売却は1987年8月31日に終了し、新しい所有者は同日、放送局名を「WSYX」に変更した。当時のFCC規則は、同じ市場で別の所有権を持つテレビ局とラジオ局が同じベースコールサインを保持することを禁止していたため、この変更が必要だった。WTVNとWLVQは数年間グレート・アメリカンが所有していた。
ノースカロライナ州アッシュビルのABC提携局WLOS（1987年4月）とカリフォルニア州ストックトンのKOVR（1989年1月、現：CBS O&O）も買収したアンカー メディアは、1993年にリバー・シティ・ブロードキャスティングに買収された。リバー・シティは1996年にシンクレア・ブロードキャスト・グループに統合された。シンクレアはコロンバスのFOX提携局であるWTTEを所有していたが、FCCが1つの市場で2つの放送局を共有することを許可していなかったため、両方の放送局を維持することはできなかった。シンクレアはより長い歴史を持つWSYXを維持し、WTTEを、シンクレアの元幹部であるエドウィン・エドワーズ（Edwin Edwards）が所有していたグレンケアン株式会社（Glencairn, Ltd.）に売却した。しかし、スミス家（シンクレアの創業者） は、グレンケアンの株式のほぼ全てを管理していた。事実上、シンクレアはFCC規則に違反してコロンバスで複占を行った。シンクレアとグレンケアンはさらに、WSYXをシニアパートナーとするローカルマーケティング契約に基づいてWTTEの業務をWSYXの業務と統合することで、規則を回避した。
2001年、FCCが複占を許可した後、シンクレアはグレンケアンを完全に買収しようとした。しかし、FCCは、2つの主な理由から、シンクレアがWTTEを買い戻すことを許可しなかった。第1に、FCCは、1つの市場で最も視聴率の高い4つの放送局のうち2つの放送局間の複占を認めていなかった。また、コロンバス市場は、その規模が比較的大きいにもかかわらず、フルパワーの発電所が7つしかなく、合法的に複占を許可するには少なすぎた。グレンケアンはカニンガム・ブロードキャスティングに改名されたが、シンクレアの株式の殆ど全てがスミス一家によって管理されているトラストによって所有されているため、依然として事実上シンクレアによって所有されている。この状況は、カニンガムがシンクレアによってFCCの所有規則を回避するために使用された単なるダミー会社であるという主張につながった多くの事例の1つである。シンクレアは後に2012年にWKRC-TVを買収し、同局をWSYXと再統合した。
2004年、WSYX（デイトンの姉妹局WKEF[最近NBCからABCに切り替えた]や、オハイオ州南部の一部を視聴エリアに含むWCHS-TVを含む、シンクレアが所有する他のABC提携局と共に）は、その年の初めに第38回スーパーボウルのハーフタイムショーの論争により、FCCが第二次世界大戦を舞台にした映画を放映した場合、FCCが彼らに罰金を科すのではないかという懸念から、2004年後半に「プライベート・ライアン」の特別上映を先取りした。E・W・スクリップス・カンパニーが所有するABC提携局（クリーブランドのWEWS-TVとシンシナティのWCPO-TVを含む）もこの映画を先取りしたため、オハイオ州の極東（WYTV）と北西部（当時はトレドのABC O&OのWTVG）の視聴者だけが映画を見ることができた。その後、映画の放送はFCC規制に違反していないと判断された。
ある時点で、WTVN-TV/WSYXは、タフトの会長であるハルバート ・タフト・ジュニア（Hulbert Taft Jr.）と当時のABC社長のレナード・ゴールデンソンとの間の長年の友情により、タフトが所有する5つのABC加盟局の1つだった。WSYXは、これらの放送局の中でABCと提携している唯一の局であり、ABC提携がその友情を存続させている唯一の元タフトの放送局である。2006年のNBCによるメディア・ゼネラルへのWCMH-TVの売却（2017年にネクスター・メディア・グループと合併）、及び2019年のWBNS-TVのテグナへの売却に続いて、WSYXは現在、コロンバスの「ビッグ3」提携局の中で1人の所有者で、最も長いアクティブな所有権の歴史を持っている。

### FOX提携の追加
2021年1月1日、シンクレアは、ケーブル及び衛星プロバイダーに静かに書簡を送り、カニンガムまたはディアフィールド所有の姉妹局にあった市場の放送局のFOX提携をシンクレア所有の放送局に統合し、それらの提携をシンクレアの直接の管理下に置いたと述べた。殆どの市場はその日に移行したが、WTTE-DT1の番組編成スケジュールのWSYXのスペクトルへの移行は、WWHOが市場のATSC 3.0ライトハウス局に変わる日であり、移動または開始される全てのチャンネルの移行が容易になるため、同年1月7日まで延期された。
その日、シンクレアはWSYX-DT3で「Fox 28」番組のサイマル放送を開始し、アンテナTVを新しく作成された6.4に移動した。WTTEの主信号は、最終的にはシンクレア所有のTBDをフルタイムで伝送することになる。サイマル放送は2月3日10:00まで続き、この時点で「Fox 28」スケジュールはWSYX-DT3を介した無線でのみ利用可能だった（WTTEはATSC 1.0形式のWWHOのメインCWスケジュールのホストにもなる）。
「Fox 28」スケジュールがWSYX-DT3に移行したことで、最大市場のサブチャンネルのみのFOX提携局になり、その区別でニューメキシコ州アルバカーキのKRQE-DT2を上回り、ビッグフォーネットワークとの2つの提携を保持している（これもKRQEを上回っている）市場規模で最大の放送局となった。 WSYX-DT3は、ステーションID用のコールレターの変更を除けば、引き続き「Fox 28」として識別されるが、厳密には、WSYXは物理チャンネル28を使用するため、チャンネル位置を適切に識別する。
この切り替えは、契約上、「Fox 28」の既存の少数のチャンネル位置の全てでFOX番組編成を放送し続けるケーブル及び衛星プロバイダーにとって適切だったが、WTTE-DT1の伝送は現在プロバイダーに依存しており、少数のチャンネルとしてそれを搬送するものもあれば、WTTEのチャンネルを一切搬送しないものもある。
2021年4月、アンテナTVとスタジアムはチャンネルを交換し、スタジアムは6.4に、アンテナTVはWTTE-DT2に移行した。

### WSYX-DT2
2006年8月、マイネットワークTVからの番組を放送する新しい第2のデジタルサブチャンネルを立ち上げた。このチャンネルは、2008年11月1日に昼間と夜間にディスTVの番組を追加し、2011年現在、マイネットワークTV番組以外のスケジュールの大部分を占めている。長い間、WSYX-DT2は最大市場のサブチャンネルのみのマイネットワークTV提携だったが、2014年11月17日にKMOV-DT3「MyTV St. Louis」が開局した際に全てが変わった。しかし、WSYX-DT2は、2019年1月29日にクリーブランド市場のマイネットワークTV提携がWUAB（CW提携局として再始動）からWOIO-DT2でのMeTVによる深夜の提供に移されるまで、別のマルチキャストデジタルネットワークと組み合わせられる最大市場のマイネットワークTV提携であり続けた。

## 番組

### ニュース事業

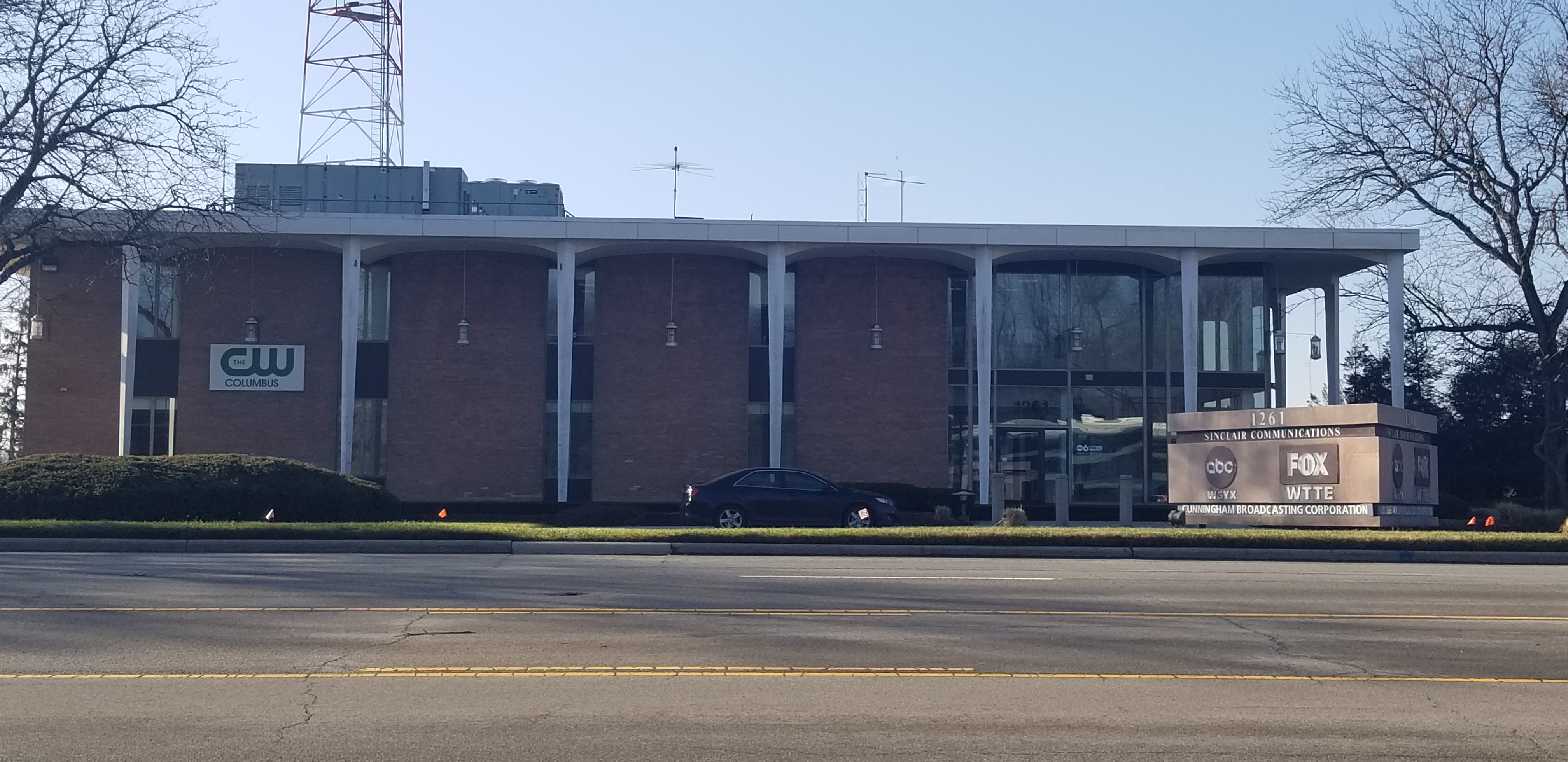
コロンバスのWSYX/WTTE/WWHOスタジオ。

WSYXは現在、主信号で毎週38時間（平日：各6時間、土日：各4時間）のローカル制作のニュース番組を放送し、WSYX-DT3で合計63時間半のローカル制作のニュース番組を25時間半放送している。ニュース番組に費やされる時間数に関しては、コロンバス市場のテレビ局の中で最も多くのローカルニュース番組を放送しているが、WCMH-TVは1つのチャンネルで最大の番組を放映している。
歴史的に、WSYXはコロンバスのテレビニュース事業の中で3番目に位置しており、WBNSは長年のマーケットリーダーであり、WCMHは1980年代から2000年代にかけてNBCの強みを持ち（その間のNBCの所有権）、WBNSに遅れをとっていない。WSYXは、シンクレアの所有権が安定するにつれてWBNSに挑戦し始め、WCMHはいくつかの新しい所有権の下で優先順位の低い放送局になり、2019年にWBNSのローカル所有権は終了し、ウルフ一家はWBNS放送局群をテグナに売却し、テグナ自体は、コスト削減と株主の混乱に悩まされ、WBNSの地元の遺産を割り引いた企業全体のニュースイメージングを余儀なくされた。WCMH-TVは一般的にストレートなニュース番組を放送し（ネクスターの放送局では一般的）、WBNS-TVテグナの所有下でよりライフスタイル志向だったが、WSYXは伝統的に監視ジャーナリズムのスタイルを持ち、長い間「On YOUR Side」というスローガンを掲げてきた。
1977年〜1983年期、WTVN-TVはしばしばWCMHを抜いてWBNSに次ぐ2位になり、1987年〜1992年ではWSYXとWBNSが2位の視聴率を交換し、どちらも当時の1位のWCMHに次ぐ。何年にもわたって、トム・ライアン（1979年にWBNSからWTVNに移籍）、パット・ララマ、I・J・ハドソン、ミシェル・ガイリウン、ルー・フォレスト（CNNヘッドラインニュースでルイ・ド・ラ・フォレ（Louis de la Foret）として知られる）、デボラ・カウンティス、ボブ・ヘザリントン、シャーリーン・ブラウン、リズ・クラマン（現：フォックス・ビジネス・ネットワークのアンカー）、キャロル・コステロ（元：CNNニュースアンカー）などの著名なコロンバスのアンカーを特集してきた。
シンクレアがWSYXを買収する前は、チャンネル6はニュース放送に「Action News」というブランドを使用していた。買収後、新しい姉妹局のWTTEのニュース番組の制作を開始し、『News Center』という統一されたブランディングを使用した。これは2006年に廃止され、現在2つの放送局はニュース番組にそれぞれのステーションブランディングを使用しているが、ブランディング以外では、これらの放送局は姉妹局であり、同じオンエアの出演者とリポーターを使用していることが確立された。
WSYXとWTTEは、シンクレアの現在は廃止され、物議を醸している『ニュースセントラル』形式のニュース放送用の広範な実装には参加しなかったが、2006年12月に同シリーズが終了されるまで、シンクレアが所有する全てのニュース放送局の要件だった1分間の保守的な政治解説コーナー「ザ・ポイント」を放映した。WSYXは、姉妹局でセントルイスのABC提携局KDNL-TVの『グッド・モーニング・アメリカ』のカットインで天気予報を提供しており、KDNLは、ニュース/広報番組を外部プロバイダーに委託している。WSYXは2008年5月10日に高解像度のニュース放送を開始し、アップグレードを行った最後のコロンバスの放送局になった。WTTEのニュース放送はスイッチに含まれていた。さらに、これはシンクレアが所有する2番目の放送局であり、HDでローカルニュース放送を開始した。
確立されたニュース部門を買収したシンクレアの最初の放送局の1つであり、リバー・シティ・ブロードキャスティングを買収する前は、ピッツバーグのWPTT（現：WPNT）とボルチモアの旗艦局WBFFでローカルニュースに手を出しただけだったとはいえ、WSYXを買収した頃、ピッツバーグの別の放送局WPGH-TV向けに22:00のニュース番組を開始したばかりだった（これらのニュース放送は現在、コックス・メディア・グループが所有するNBC提携局のWPXIによってその市場で制作されている）。その結果、シンクレアの保守的な共和党のイデオロギーとニュース番組を並べ、今日までシンクレアの「放送必須（Must-run）」番組をめったに放送しないWKRC-TVを含むその後の買収とは全く対照的に、ブランディングの変更を除けば、WSYXのニュース番組は殆ど放っておかれた。

### 生放送番組
テレビの「黄金時代」の殆どのローカル局と同様に、WTVN-TVも幅広いローカルニュースやエンターテインメント番組を生放送した。1970年代にチャンネル6のニュースアンカー兼ディレクターとしてよく知られているアール・グリーンは、映画のホストとしてキャリアをスタートさせた。ジーン・フレンとサリー・フラワーズも、キャリアの中で番組のホストを務めた。WTVN-TVは、ハーモン・アベニュースタジオ内のボウリングレーンから、ジーン・フレンとサンディ・ヘアがホストを務める『ボウリング・フォー・ダラーズ」や『スペア・タイム（Spare Time）』など、様々な生放送ボウリング番組も主催した。1977年にWTVN-TVがダブリン・ロード1261番地にある現在のスタジオ施設に移転した際、ボウリングレーンは移転されなかった。
1988年の短い間、適切に『グッド・モーニング・コロンバス（Good Morning Columbus）』と呼ばれていた、コロンバスで初のローカルで制作された10:00の生放送トークエンターテインメント番組を放映した。30分間の番組は、WSYXの「Six On Your Side」の消費者担当リポーターであるカルビン・スニードと、元クリーブランドのWEWS-TVのドーン・メドウズがホストを務めた。

### スポーツ
ABC及びFOXとの提携とビッグ・テン・カンファレンスの権利の両方を通じて、WSYXは、オハイオ州全体、特にオハイオ州立大学の本拠地であるコロンバスで大きな視聴率を獲得しているオハイオステート・バックアイズフットボールチームの試合の大半を放送している。2002年のバックアイズの全国選手権での勝利を特に放映した。WSYXは、6.1と6.3の両方で、フットボールシーズンを通して試合前と試合後の番組を放映する。それにもかかわらず、WBNS-TVはオハイオ州立大学との長年の関係から公式の「ホーム」局と見なされており、WSYXの代わりにWBNS-TVがバックアイズのコーチの番組を放送している。
シンクレアが2019年に旧FOXスポーツネットを買収し、その後バリー・スポーツに転換して以来、WSYXは、現在姉妹ネットワークであるバリー・スポーツ・オハイオをコロンバス・ブルージャケッツとコロンバス・クルーSCの本拠地として積極的に宣伝しており、それぞれの試合がバリー・スポーツ・オハイオで放映されるニュース番組で視聴者に言及している。

### トライステート・ネットワーク

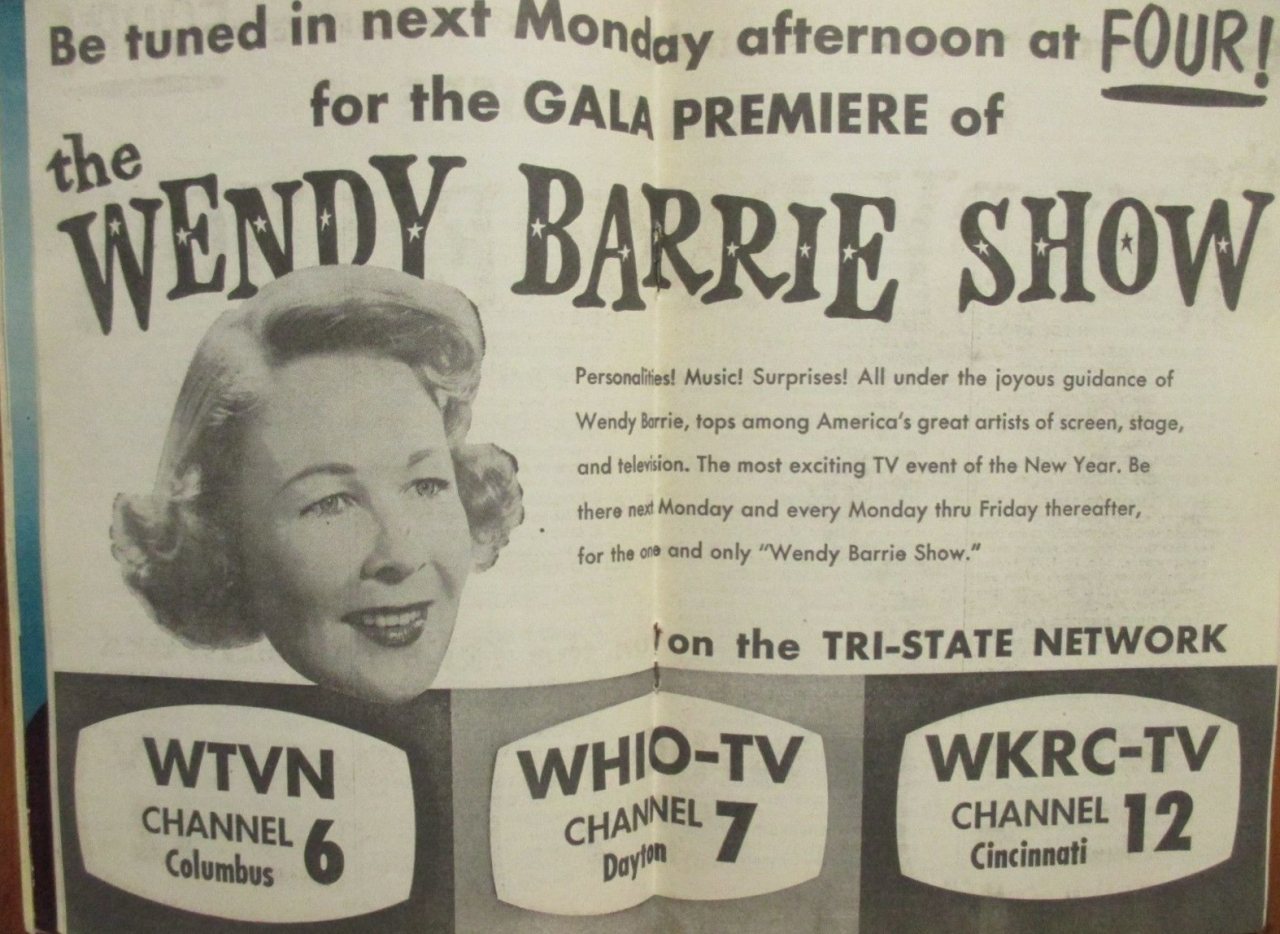
デイトンのWHIO-TVから発信され、シンシナティのWKRC-TVとコロンバスのWTVN（現：WSYX）で同時放送される『ウェンディ・バリー・ショー』初回放送の広告（全てオハイオ州）

1953年、タフト・ブロードキャスティング・カンパニーとコックス・コミュニケーションズが所有する3つのテレビ局が、短命の「トライステート・ネットワーク（Tri-State Network）」を結成し、クロースリー・ブロードキャスティング・コーポレーションがオハイオ州シンシナティ、コロンバス、デイトンの放送市場でクロースリーのテレビ局で制作したエンターテインメント番組と競合した。1954年1月11日、新しい『ウェンディ・バリー・ショー』がデイトンのWHIO-TVのスタジオから初放送され、シンシナティのタフト・ブロードキャスティングのWKRC-TVとコロンバスのWTVN（現：WSYX）で同時放送された。ウェンディ・バリーの契約は1954年10月に終了した。

## 技術情報

### サブチャンネル
デジタル信号は多重化されている。
| チャンネル | 解像度 | アスペクト比 | ショートネーム | 番組編成                    |
| ---------- | ------ | ------------ | -------------- | --------------------------- |
| 6.1        | 720p   | 16:9         | WSYXABC        | メインWSYX番組/ABC          |
| 6.2        | 480i   | 16:9         | MyTV           | マイネットワークTV&ディスTV |
| 6.3        | 720p   | 16:9         | Fox28          | WSYX-DT3/FOX                |
| 6.4        | 480i   | 16:9         | Stadium        | スタジアム                  |

### アナログからデジタルへの変換
連邦政府が義務付けたアナログからデジタル テレビへの移行の一環で、2009年6月12日23:59に、VHFチャンネル6でアナログ信号をシャットダウンした。WSYXのデジタル信号は移行前のVHFチャンネル13のままで、PSIPを使用してデジタルテレビ受信機で仮想チャンネルを6として表示した。2009年12月11日、FCCは、信号強度を改善し、UHFダイヤル上の他のコロンバスの放送局と一致させるために、VHFチャンネル13からUHFチャンネル48に移動するというWSYXの請願を認める「Report & Order」を発行した。2010年8月30日、UHFチャンネル48で放送を開始した。デジタル切り替え前にチャンネル6で放送していた全ての放送局と同様に、WSYXの音声信号は、コロンバスとその周辺地域のFM帯域で87.75 MHzで聞くことができた。
SAFER法の一環として、6月26日までアナログ信号を放送し続け、全米放送事業者協会からの一連の公共サービスアナウンスを通じて視聴者にデジタルテレビ放送への移行を知らせた。
WSYXは、FCCのスペクトル再割り当てプロセスの一環として、2019年10月19日にデジタル信号をチャンネル48からチャンネル28に移動した。

## 市場範囲外
WTVN-TV/WSYXは、いくつかの市場でデフォルトのABC提携として機能することがある。これには、ゼインズビル市場全体（NBC/FOX提携のWHIZ-TVしかない）、ライマ市場全体（NBC提携のWLIOがサービスを提供）、オハイオ州マリエッタ - ウェストバージニア州パーカーズバーグ市場のオハイオ州部分（NBC提携のWTAP-TVがサービスを提供）、ウェストバージニア州ホイーリング - オハイオ州スチューベンビル市場の西部（WTRF-TVとWTOV-TVがサービスを提供）が含まれる。
WTAP-TVの所有者であるグレイ・テレビジョンが他のネットワーク（FOX提携のWOVA-LDとCBS提携のWIYE-LD）を放映する低出力の放送局と契約したにもかかわらず、マリエッタ - パーカーズバーグでのABCの無線放送は依然として存在しないため、WSYXとウェストバージニア州チャールストンの姉妹局WCHS-TVの両方が既定の提携局として機能し、WSYXは同市場のオハイオ州側にサービスを提供している。
ホイーリング - スチューベンビルでは、WSYXは、WCMH-TVを保護するためにアナログ信号をショートスペースにする必要があったため、その市場の殆どで「事実上の」提携局として機能していたピッツバーグからWTAE-TVを受信できなかった地域をカバーした。同市場の一部の視聴者は、ヤングスタウンでもWYTVを受信できる。これにより、市場でABC番組を放送時間外にのみ放映し、1980年代までにそれらを完全に廃止した唯一の放送局（WTRF-TVとWSTV-TV/WTOV-TV）だったため、ホイーリングとスチューベンビルの市場の視聴者は、ABC番組をパターンで視聴するオプションを得ることができた（WTOV-TVは現在、WSYXの姉妹局である）。同市場は、2008年にWTRF-TVが第3のデジタルサブチャンネルでABCのフルタイムの提携局を立ち上げた時に、ついに独自のフルタイムのABC提携局を獲得したが、市場の西部ではWSYXが引き続きケーブルで利用可能である。
1980年まで、デイトンのUHF信号のWKEFとトレドのWDHO-TV（現：WNWO-TV）の両方が弱すぎてライマに到達できなかったため、チャンネル6はライマに最も近いVHF信号のABC提携局だった（どちらも現在はWSYXの姉妹局である）。しかし、その年、WDTNは、デイトンでもWKEFの信号が弱く、同局による複数の先取のために、提携をWKEFと交換した（両放送局は2004年にスワップを元に戻した）。WDTNがABCと提携したことで、チャンネル2の信号がアナログ時代により長い距離を移動したため、ライマでチャンネル6を放送する必要性が減った。チャンネル6の重要性は、1994年から1996年にかけてのアメリカ合衆国放送テレビの再編成の一環として、1995年にWTVGがWNWO-TVと提携関係を交換した際にさらに低下したが、これはコロンバスには全く影響を与えなかった。現在、ライマは低出力のWOHL-CDに独自のABC提携局を持っており、WLIOの親会社であるブロック・コミュニケーションズが所有及び運営している。
他の3つの市場とは異なり、WHIZ-TVは低電力局と契約したり、サブチャンネルを利用してABCやCBSの提携局を立ち上げたりしていない（2022年11月14日にDT3でCozi TVを使用して、FOXとマイネットワークTVの番組編成をDT2サブチャンネルに追加するだけであった）。その結果、2021年からWHIZ-TVがFOXサブチャンネルを立ち上げるまで、WSYXはFOXの場合と同様に、ゼインズビル市場の記録上のABC提携局としての役割を果たし続けている。